# Сибэторо (уезд)
Уезд Сибэторо (яп. 蘂取郡 Сибэторо-гун) — уезд округа Немуро губернаторства Хоккайдо Японии, образованный на северо-восточной оконечности острова Итуруп и включавший в себя единственный населённый пункт — село Сибэторо, которое примерно соответствует заброшенному с 1990-х годов российскому селу Славное. Мыс Корицкий на территории уезда считается Японией самой северной её точкой в признаваемых ею границах. Согласно федеративному устройству Российской Федерации, остров Итуруп является частью Сахалинской области и входит в Курильский район согласно административно-территориальному устройству области и в Курильский городской округ согласно муниципальному устройству. Остров является предметом территориального спора между Японией и Россией.

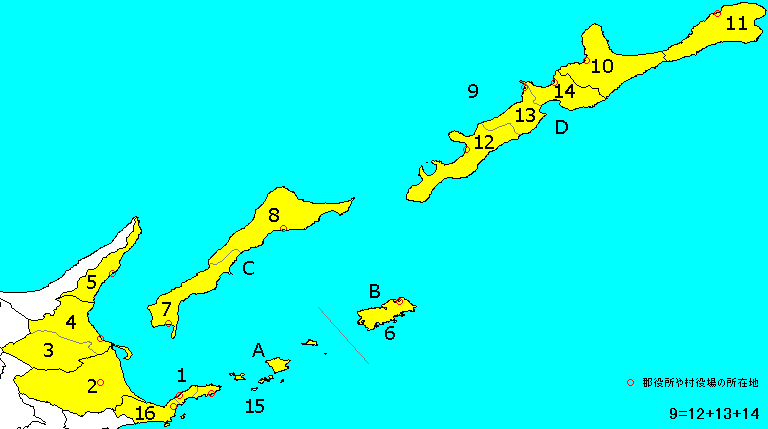
Карта округа Нэмуро, включая южные Курилы. Уезд Сибэторо обозначен цифрой 11, уезд Сяна — 10

На юго-западе территория уезда Сибэторо граничила с уездом Сяна на том же острове Итуруп. До 1945 года Сибэторо с северо-востока по морю граничил с бывшим уездом Уруппу, находившимся на острове Уруп, который Японией не оспаривается.

## История
Территория уезда Сибэторо оставалась вне японского государства вплоть до середины периода Эдо и относилась к землям «северных варваров» (эмиси и впоследствии айнов), известных под общим названием Эдзо. В 1754 году княжество Мацумаэ, управлявшее северными японскими землями, включило эту территорию в состав уезда Кунасири. С середины 18 века в центре и на юге Итурупа стали селиться русские, однако число их было невелико. В 1786 и 1791 годах эти земли исследовал и описал географ Могами Токунай. В 1798 году японский исследователь «северных земель» Кондо Дзюдзо установил в районе мыса Корицкий межевой столб с надписью «Эторофу [то есть Итуруп] Великой Японии». По его сведениям, к тому времени на месте уезда Сибэторо существовали поселения, где проживало более 300 человек. Около 1814 года купец Такадая Кахэй начал строить там синтоистский храм Сибэторо-дзиндзя. Однако по мнению специалиста по международным отношениям А. Ю. Плотникова северная часть Итурупа, которую занимает уезд Сибэторо, по состоянию на 1821 год была не заселена ни русскими, ни японцами, ни исконным населением Курил — айнами.
Сёгунское правительство в 1799 году объявило территорию уезда удельными землями государства и передало управление ими княжествам Хиросаки и Мориока. Впоследствии территория была снова передана княжеству Мацумаэ, но через несколько лет её опять объявили государственными землями и поручили управление ею княжеству Сэндай. С завершением гражданской войны Босин победившее в ней императорское правительство 20 сентября 1869 года издало указ образовать на севере Итурупа уезд Сибэторо. Первоначально уезд числился за округом Тисима. В то время уездом владел феодальный клан Коти, затем Сэндай. В 1871 году феодальные кланы были упразднены, а территория уезда перешла под юрисдикцию Комиссии по освоению Хоккайдо.
Во времена японского управления в селе Сибэторо имелся муниципалитет, начальная школа и больница, строились религиозные сооружения. На южном берегу находился консервный завод.
5 ноября 1897 года вместе с другими итурупскими уездами был объединён в округ Сяна, который в свою очередь был присоединён к округу Немуро в декабре 1903 года.
28 августа 1945 года  в ходе советско-японской войны в результате Курильской десантной операции на остров Итуруп высадился десант советских войск.  В соответствии с решением Ялтинской конференции руководителей трех великих держав, подписанным 11 февраля 1945 г. (опубликовано 11 февраля 1946 г.) остров был передан Советскому Союзу и 5 июня 1946 года включен в состав Курильского района Южно-Сахалинской области.
В дальнейшем СССР отказался рассматривать вопрос о передаче островов Японии, поскольку, по заявлению правительства СССР от 27 января 1960 года, это привело бы к расширению территории, используемой американскими войсками, которые в свою очередь были размещены против воли СССР в соответствии c секретным американо-японским «Пактом безопасности» от 8 сентября 1951 года, подписанным между США и Японией на Сан-Францисской конференции. Японское население острова было депортировано в Японию. Япония продолжает оспаривать его принадлежность и в XXI веке.

## Население
| 120 | ▲ 1193 | ▲ 1231 | ▲ 1513 | ▲ 1482 (+ 354 поселенца) | ▼ 881 |